# Nouadhibou
Nouadhibou (arabiska: نواذيبو; före 1970 Port-Étienne) är en hamnstad i norra Mauretanien, på halvön Ras Nouadhibou (Cap Blanc), nära gränsen till Västsahara. På halvöns västra sida ligger den västsahariska staden al-Kawira.
Nouadhibou grundades 1905 och är med sina 118 167 invånare (2013) den näst största staden i landet. Fiske och fiskeindustri är de viktigaste näringsgrenarna, och här finns stora frysanläggningar. Staden är ändpunkt för malmbanan från F'Dérik (Fort Gouraud), och en utskeppningshamn för järnmalm. Den har även en internationell flygplats, Nouadhibou Airport.